# Hal Scardino
Hal Scardino (właściwie Albert Henry Hugh Scardino) (ur. 25 grudnia 1984) – amerykański aktor filmowy, znany z roli Omriego w filmie Indianin w kredensie.

## Życiorys
Urodził się w Savannah, w stanie Georgia, w Stanach Zjednoczonych jako najmłodszy z trojga dzieci. Dorastał w londyńskim Knightsbridge. Uczęszczał do Winchester College, niezależnej szkoły dla chłopców w Anglii. Karierę aktorską zaczął w wieku 10 lat, grając Morgana w filmie biograficznym Szachowe dzieciństwo, w reżyserii Stevena Zailliana. W 1995 wystąpił w filmie Indianin w kredensie i za swoją rolę otrzymał trzy nominacje, m.in. do nagrody Young Artist Award, przyznawanej przez Fundację Młodych Artystów. Ostatni film z jego udziałem pojawił się w kinach w 1996 i nosił tytuł Pokój Marvina, gdzie grał Charliego. Po tym występie, aktor przerwał karierę aktorską, w celu dalszej edukacji, czego efektem było zdobycie tytułu licencjackiego w 2005 na Uniwersytecie Columbia. W 2015 powrócił na deski teatru, występując w sztuce (był też jej producentem) pt. The Show. W 2017 zagrał w serialu Man in an Orange Shirt.
Od 2010 mieszka w Wielkiej Brytanii.

## Filmografia

### Jako aktor
- Szachowe dzieciństwo (Searching for Bobby Fischer) (1993) jako Morgan
- Indianin w kredensie (The Indian in the Cupboard) (1995) jako Omri
- Pokój Marvina (Marvin’s Room) (1996) jako Charlie
- The Show (2015)
- Man in an Orange Shirt (2017) jako Dwight (odc. 2)[2]

### Jako producent
- Syria: Trojan Women in Jordan (2013)
- Antigone of Syria (2014)
- The Show (2015)
- We Are No Princessess (2018)

## Działalność charytatywna
Poza aktorstwem, Hal Scardino jest współzałożycielem Aperta Productions, organizacji non-profit, wspierającej działalność artystyczną części społeczeństwa. 